# Sergej Ursul
Sergej Ursul (ur. 7 stycznia 1952 w m. Łypećke, zm. 31 stycznia 2021) – litewski agronom i polityk narodowości mołdawskiej, od 2012 do 2016 poseł na Sejm Republiki Litewskiej.

## Życiorys
W latach 1959–1969 kształcił się w szkole średniej w Lipiecku. Służył w Armii Sowieckiej w Kalwarii. Od 1972 do 1977 studiował na Akademii Nauk Rolniczych Litewskiej SRS.
W młodości zatrudniony jako główny agronom w kołchozie im. Siergieja Kirowa w obwodzie odeskim oraz w cieplarni w miejscowości Speia w rejonie Anenii Noi w Mołdawskiej SRS. Sprawował funkcję przewodniczącego komitetu wykonawczego rady gminnej w Speia (1979–1981). Po powrocie do Litewskiej SRS pracował jako główny agronom w kołchozie im. Włodzimierza Lenina w rejonie wileńskim (1981–1991), następnie zaś jako dyrektor w spółce rolniczej w Kiwiszkach na Wileńszczyźnie (1992–2000). Od 2000 do 2012 trudnił się zawodem rolnika w gminie Szaterniki w rejonie wileńskim.
W 2004 przystąpił do Partii Pracy. W wyborach w 2008 bez powodzenia ubiegał się o mandat posła z listy DP. W wyborach w 2011 uzyskał mandat radnego Wilna. W wyborach w 2012 został wybrany do Sejmu RL z okręgu Nowa Wilejka. Stanął na czele delegacji do zgromadzenia Sejmu Republiki Litewskiej i Rady Najwyższej Ukrainy oraz parlamentarnej grupy litewsko-mołdawskiej. W 2016 nie został ponownie wybrany, w 2019 uzyskał kolejny raz mandat radnego Wilna.

## Życie prywatne
Był żonaty z Vladislavą Ursul, urzędniczką rejonu wileńskiego. Miał trzy córki. Deklarował znajomość języków rosyjskiego, polskiego, ukraińskiego i mołdawskiego.